# Bernhard Kockel
Bernhard Kockel (* 3. September 1909 in Leipzig; † 27. Mai 1987 in Gießen, vollständiger Name Wilhelm Paul Bernhard Kockel) war ein deutscher theoretischer Physiker.

## Leben
Bernhard Kockel war der Sohn des Chemigrafen Bernhard Kockel und seiner Ehefrau Emma, geb. Voigtländer. Nach dem Abitur, das er 1928 an einer Leipziger Oberrealschule ablegte, studierte er an der Universität Leipzig Mathematik, Physik und Geografie. Sein besonderes Interesse galt der theoretischen Physik, wobei seine Lehrer die Physiker Werner Heisenberg und Friedrich Hund sowie der Mathematiker Bartel van der Waerden waren. Die Staatsprüfung für das höhere Lehramt legte er im Januar 1933 ab und begann als Hilfsassistent am Institut für Theoretische Physik.
1934 wurde er Studienassessor am Königin-Carola-Gymnasium Leipzig. Eine Assistentenstelle am physikalischen Institut blieb ihm verwehrt, da er dem Sozialistischen Studentenbund angehört hatte. Da Heisenberg seine Leistungen sehr schätzte, ermöglichte er ihm die Weiterbildung, indem er ihn als seinen Privatassistenten anstellte. Im Dezember 1936 erfolgte Kockels Promotion zum Dr. phil. mit der Arbeit „Über einige Mehrfachprozesse zwischen Elektronen, Positronen und Lichtquanten“. Anschließend ging er als Hilfsassistent zu Richard Becker an die Universität Göttingen. Da ihm auch hier die Assistentenstelle mit der gleichen Begründung versagt blieb, wechselte er als Wissenschaftlicher Mitarbeiter an das Forschungsinstitut der AEG in Berlin, wo er – bis auf eine Unterbrechung durch eine Einberufung zur Wehrmacht – vorwiegend mit Barkhausen-Kurz-Schwingungen befasst war.
1942 wurde er als Mathematiker zur Entmagnetisierungsgruppe (EMG) in Lübeck, einer Dienststelle der Marine, dienstverpflichtet. Nach dem Krieg unterrichtete er am Friedrich-Engels-Gymnasium seines Wohnortes Berlin-Reinickendorf.
Da der Leipziger Lehrstuhl für theoretische Physik durch den Weggang von Friedrich Hund nach Jena verwaist war, holte man Bernhard Kockel im Mai 1947 als Wissenschaftlichen Assistenten mit Lehrauftrag. 1949 habilitierte er sich mit der Arbeit „Prozesse zwischen leichten Teilchen nach der Dirac'schen Theorie“ und wurde Professor mit vollem Lehrauftrag für Theoretische Physik. 1952 übernahm er den  Lehrstuhl für Theoretische Physik und wurde Direktor des Theoretisch-physikalischen Instituts, wobei er dessen Aufgaben schon vorher ausgeführt hatte. Wegen seines Eintretens für die Reisefreiheit nach der Bundesrepublik Deutschland geriet er 1956 in Konflikt mit dem Ministerium für Staatssicherheit.
Im Herbst 1959 beendete Kockel sein Arbeitsverhältnis mit der Universität Leipzig und übernahm die Leitung einer in Leipzig im Aufbau befindlichen „Arbeitsstelle für Theoretische Chemie“, die der Akademie der Wissenschaften der DDR zu Berlin unterstand.
Nach einer Einladung zur vertretungsweisen Übernahme eines Lehrstuhls in Gießen wurde er 1962 Außerordentlicher und 1963 Ordentlicher Professor für Theoretische Physik an der Justus-Liebig-Universität Gießen. Auch hier befasste er sich wie schon vorher mit Forschungsarbeiten zur Anwendung der Quantenmechanik auf Probleme der theoretischen Chemie. 1974 erfolgte seine Emeritierung.
Über seinen Leipziger Schüler Lutz Zülicke war Kockel quasi der „Doktorgroßvater“ von Angela Merkel.
Bernhard Kockel war verheiratet und hatte zwei Töchter, die 1939 und 1941 geboren wurden.

## Publikationen (Auswahl)
- mit Hans Euler: Über die Streuung von Licht an Licht nach der Diracschen Theorie. In: Naturwissenschaften. Band 23, 1935, S. 246
- Über einige Mehrfachprozesse zwischen Elektronen, Positronen und Lichtquanten,  J. Springer, 1937 (Promotionsarbeit)
- Prozesse zwischen leichten Teilchen nach der Diracschen Theorie,  Leipzig: J. A. Barth, 1949 (Habilitationsschrift)
- Ordnungs-Unordnungs-Umwandlungen. In: Annalen der Physik.  Band 442,  1950, Heft 1–2
- Der Grundzustand des Wasserstoffmoleküls. In: Annalen der Physik.  Band 450,  1954, Heft 2
- Darstellungstheoretische Behandlung einfacher wellenmechanischer Probleme, Leipzig: B. G. Teubner Verlagsgesellschaft, 1955